# Ornementation en piquants de porc-épic
 (juin 2024).
Le contenu est difficilement compréhensible vu les erreurs de traduction, qui sont peut-être dues à l'utilisation d'un logiciel de traduction automatique.

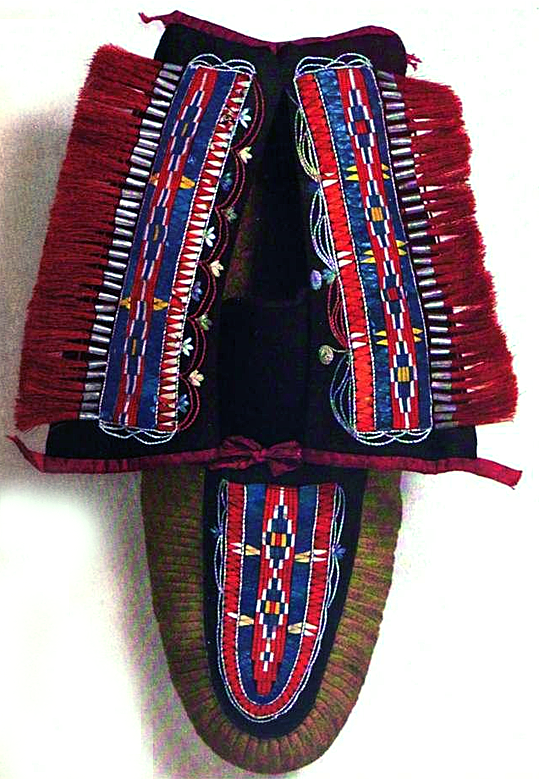
Un mocassin huron en piquants.

L’ornementation en piquants de porc-épic est une forme traditionnelle d'artisanat textile des peuples autochtones d’Amérique du Nord qui use de piquants de porcs-épics comme élément esthétique et d'embellissement, associés à des fragments de plumes.

## Histoire

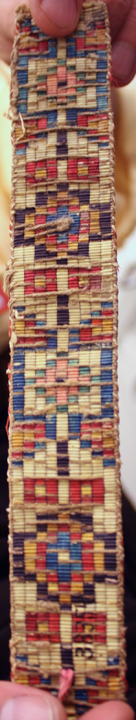
Face arrière d'un métier à tisser collecté auprès d'une tribu du Haut Missouri par l'expédition Lewis et Clark, avant 1804. Le tissu étant coloré naturellement. Collection du musée de l'Université de Pennsylvanie.

L'ornementation en piquants de porc-épic est une forme d’art caractéristique de l'Amérique du Nord. Avant l'introduction des perles de verre, les piquants constituent un élément décoratif important des peuples qui partagent l'habitat naturel du porc-épic, qui comprennent les peuples autochtones subarctiques, des forêts du nord-est et des Grandes Plaines. L'utilisation de piquants dans diverses formes d'art s'étend du Maine à l'Alaska. Des outils servant à l'ornementation ont été découverts en Alberta, au Canada et remontent au VIe siècle de notre ère.
L'histoire orale des Cheyennes, racontée par Picking Bones Woman à George Bird Grinnell, dit que le quilling (paperolles) est venu d'un homme qui a épousé une femme de la tribu. Les Cheyennes croient que la plus haute vertu et aspiration est la recherche de la connaissance. Leur esprit principal ou divinité est Heammawihio (le sage d'en haut) qui possède son pouvoir grâce à la sagesse. Tous les esprits acquièrent du pouvoir grâce à leurs connaissances et à leur capacité à les partager avec les gens,. Le processus et le rituel qui accompagnaient la production de ces objets artisanaux (en particulier les objets artisanaux en piquants) constituaient une cérémonie de signification sacrée,,,. Le métier est leur acte de recherche de connaissances et, en tant que tel, était un acte sacré. De cette manière, les femmes les plus expérimentées obtenaient un plus grand statut dans la société artisanale,. Les femmes travaillaient d'abord sur des mocassins en quilling, puis sur berceaux, des rosaces pour les chemises et les tipis des hommes, et finalement, ornementaient les robes et les dossiers.

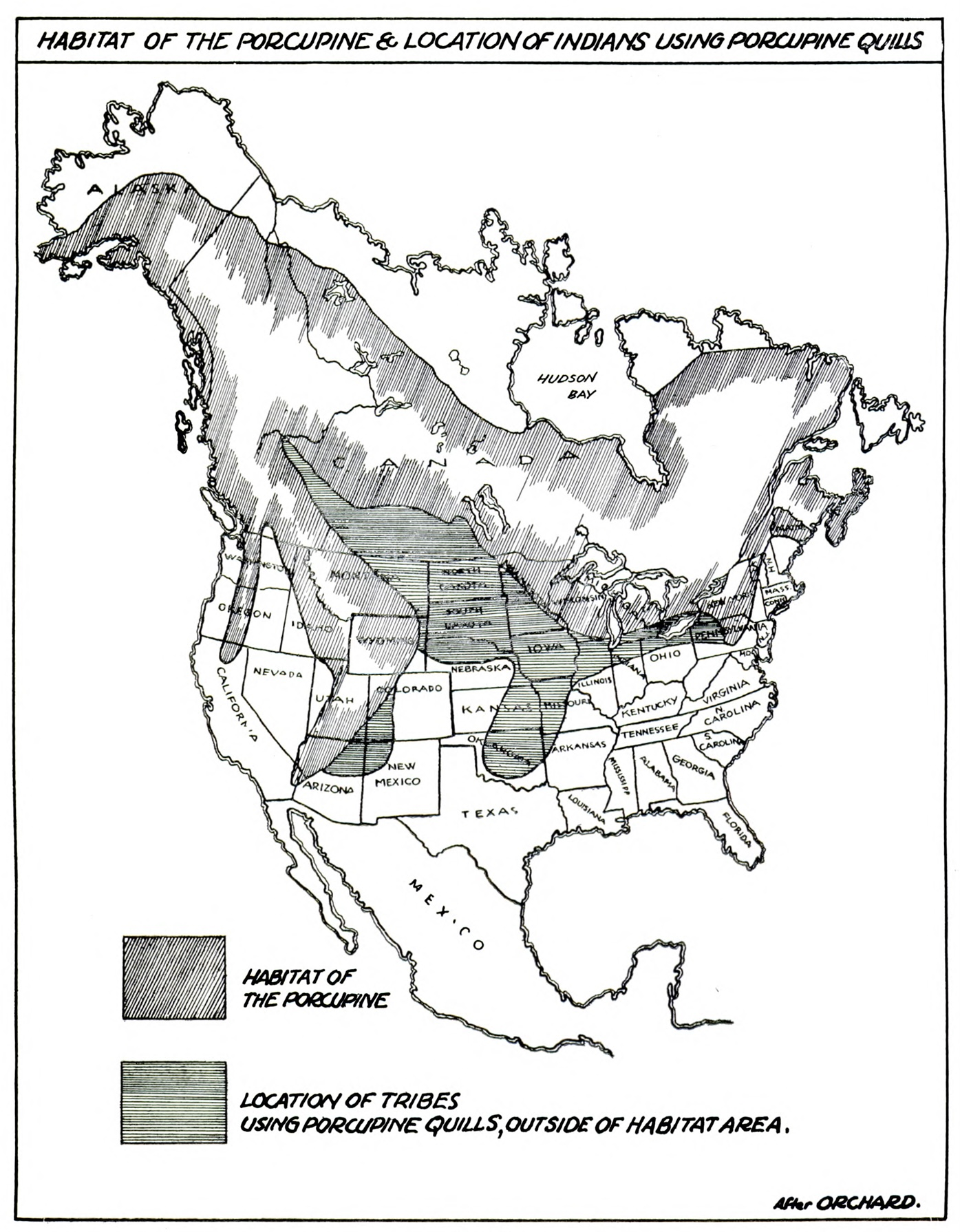
Carte de Quill and Beadwork of the Western Sioux (Indian Handcraft Series, 1940) montrant « l'habitat du porc-épic et l'emplacement des Indiens utilisant des piquants de porcs-épic ».

Les Pieds-Noirs du nord-ouest de l'Amérique du Nord accordaient également beaucoup d'importance aux femmes qui effectuaient de l'ornementation avec des piquants. Leur travail revêtait un caractère religieux, par exemple, elles se peignaient le visage avec de l'ocre jaune et de la graisse animale. Cela représentait pour elles une forme de protection. Elles portaient également des colliers sacrés chaque fois qu'elles effectuaient ce travail, toujours dans un objectif de protection. Le savoir était transmis d'une femme plus âgée vers une femme plus jeune, généralement une parente. Après avoir été initiée, la jeune femme devait fabriquer un mocassin, puis le prendre et le placer au sommet d'une colline en guise d'offrande au Soleil.
Les femmes s'adonnant à l'ornementation en piquants de porc-épic jouissaient également d'un statut spirituel et religieux particulier chez les Arapahos et les Outaouais, car leurs œuvres représentaient des êtres sacrés et des liens avec la nature. Les couleurs et les formes avaient également des significations uniques. Les Outaouais en particulier utilisaient bon nombre des mêmes couleurs que les Pieds-Noirs, avec l'ajout de blanc, de jaune, de violet et d'or.
Les piquants de porc-épic ornaient souvent le cuir brut et les peaux tannées, mais au XIXe siècle, les boîtes en écorce de bouleau ornées de piquants étaient un article prisé par les colons européens parmi les tribus de l'Est et des Grands Lacs. Les piquants ont été utilisés pour créer et décorer une variété d'objets, y compris ceux d'usage quotidien, tels que les manteaux et les mocassins, les accessoires tels que des sacs et des ceintures, ainsi que des accessoires de meubles tels qu'une housse de berceau.

## Technique

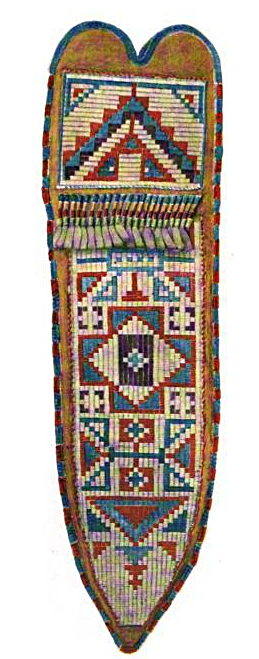
Un étui à couteau en piquants.

Les plumes destinées à l'ornementation ont une longueur de six à dix centimètres et peuvent être teintes. Dans leur état naturel, les piquants sont jaune pâle à blancs avec des pointes noires. Les pointes sont généralement coupées avant utilisation. Les piquants absorbent facilement la teinture, à l'origine dérivée de plantes locales, avec un large spectre de couleurs, particulièrement le noir, le jaune et le rouge. Au XIXe siècle, les colorants à l'aniline étaient connus pour améliorer le processus.
Les piquants peuvent être aplatis avec des outils osseux spécifiques ou avec les dents. Des poinçons sont utilisés pour percer des trous dans les peaux, et des tendons, remplacés plus tard par du fil européen, utilisés pour lier les piquants aux peaux.
Les quatre techniques courantes pour l'ornementation en piquants sont l'appliqué, la broderie, l'emballage et le tissage sur métier à tisser. Les piquants appliqués sont cousus dans la peau de manière à recouvrir les points. Une seule plume peut être enroulée sur elle-même ou deux plumes peuvent être entrelacées.
Les piquants peuvent être appliqués individuellement pour former des motifs curvilignes, typiques sur les pochettes outaouaises du XVIIIe siècle. Cette technique se prête aux motifs floraux popularisés parmi les tribus du nord-est par les religieuses Ursulines. Les femmes huronnes excellaient dans la confection de piquants floraux aux XVIIIe et XIXe siècles.
L'ornementation chez les Indiens des Plaines se caractérise par des bandes de rectangles créant des motifs géométriques trouvés aussi dans la peinture de ces nations. Des rosaces de cercles concentriques de piquants ornaient généralement les chemises historiques des hommes, comme des panneaux parallèles de piquants sur les manches. Ces dessins très abstraits constituent des couches de signification symboliques.
Au XIXe siècle, les Ojibwés de la rivière Rouge, au Manitoba, créent des motifs géométriques en tissant des plumes sur un métier à tisser.

## De nos jours
L'ornementation en piquants de porc-épic subsiste dans les plaines du Nord. Certaines communautés la pratiquent à nouveau après l'avoir perdue durant des années. Par exemple, à la fin des années 1990, aucune femme ne pratiquait l'ornementation dans la communauté dénée de Wha Ti aux Territoires du Nord-Ouest. L'Institut culturel déné y a organisé deux ateliers, en 1999 et 2000, faisant ainsi revivre cette forme d'art.
Cette forme d’art demeure très vivante, avec des artistes primés tels que Juanita Growing Thunder Fogarty (en), artiste sioux-assiniboine, Dorothy Brave Eagle, artiste lakota oglala originaire de Denver au Colorado, Kanatiiosh, artiste mohawk de la réserve de St. Regis (Akwesasne), Sarah Hardisty, artiste dénée de Jean Marie River aux Territoires du Nord-Ouest, Leonda Fast Buffalo Horse, artiste pieds-noirs de Browning au Montana et Deborah Magee Sherer, artiste pieds-noirs de Cut Bank au Montana.